# STS-123
إس تي إس-123 (بالإنجليزية: STS-123)‏ الرحلة الثانية والعشرون بعد المائة ضمن برنامج مكوك الفضاء لوكالة ناسا، والرحلة الحادية والعشرون على متن مكوك الفضاء إنديفور، انطلقت الرحلة في 11 مارس سنة 2008 من مركز كينيدي للفضاء ، وهبطت بتاريخ 27 مارس في مركز كينيدي أيضاً، بعد خمسة عشر يوماً و18 ساعة مكثتها الرحلة في الفضاء، كان من المقرر اطلاق المكوك في 14 فبراير لكن تم تأجيل تاريخ الإطلاق، تم خلال الرحلة الرسو على محطة الفضاء الدولية في المهمة رقم 25 لمكوك أمريكي للمحطة، وتم خلال الرحلة تسليم مختبر ياباني للمحطة، رافق البعثة رجل آلي بذراعين، تعتبر الرحلة الأطول ضمن برنامج مكوك الفضاء الأمريكي لمحطة الفضاء الدولية، بلغ عدد الرواد المشاركين في الرحلة سبعة رواد من بينهم رائد فضاء ياباني.